# Omomiłek leśny
Omomiłek leśny (Cantharis decipiens) – gatunek chrząszcza z rodziny omomiłkowatych i podrodziny Cantharinae.

## Taksonomia
Gatunek ten opisany został po raz pierwszy w 1871 roku przez Flaminio Baudiego.

## Morfologia
Chrząszcz o wydłużonym ciele długości od 6 do 8 mm. Głowę ma przed oczami żółtą do żółtobrązowej, a dalej jednolicie czarną. Przedplecze ma wypukłą krawędź przednią oraz zaokrąglone krawędzie boczne, kąty przednie i tylne. Ubarwienie ma żółtawe z czarną, dość dobrze odgraniczoną plamą pośrodku o kształcie węższym z przodu i szerszym z tyłu, mniej rozległą niż u omomiłka dębowego czy zmięka żółtonogiego. Kolor tarczki jest czarny. Pokrywy są jednolicie brudnożółte, bez przyciemnień wzdłuż szwu. Porośnięte są dwoma typami włosków – krótkimi i pokładającymi się oraz wmieszanymi w nie dłuższymi i lekko odstającymi. Odnóża są żółtawe z czarną plamką na udach tylnej pary. Pazurki wszystkich par mają pojedyncze wierzchołki.

## Ekologia i występowanie
Owad ten zasiedla lasy, skraje lasów, poręby i śródleśne łąki, preferując buczyny, grądy i stosunkowo naturalne mezofilne lasy liściaste. Osobniki dorosłe obserwuje się od kwietnia do sierpnia, głównie w maju, czerwcu i lipcu. Chętnie latają, także wysoko w piętrze koron. Żerują na pyłku kwiatowym oraz owadach o miękkim ciele. Drapieżne, bytujące w glebie larwy stanowią stadium zimujące. Przepoczwarczają się wiosną.
Gatunek zachodniopalearktyczny, znany z Hiszpanii, Francji, Belgii, Luksemburga, Niemiec, Włoch, Austrii, Danii, Szwecji, Norwegii, Finlandii, Polski, Czech, Słowacji, Węgier, Serbii oraz Algierii. W Polsce po raz pierwszy odnaleziony został w II połowie XX wieku w Cieszynie, a od lat 90. znajduje się w ekspansji. 